# Jon Callard
Pas d'image ? Cliquez ici

a Compétitions nationales et continentales officielles uniquement.

b Matchs officiels uniquement.
Dernière mise à jour le 12 mai 2025.
Jon Callard, né le 1er janvier 1966 à Leicester (Angleterre), est un joueur de rugby à XV, qui joue avec l'équipe d'Angleterre de 1993 à 1995 et avec le club de Bath, évoluant au poste d'arrière. 

## Carrière
En 1989 Jon Callard quitte Newport pour rejoindre Bath, club avec lequel il remporte la coupe d'Europe 1997-1998 (inscrivant tous les points de son équipe lors de la finale).
Il obtient sa première cape internationale le 27 novembre 1993, à l'occasion d'un match contre l'équipe de Nouvelle-Zélande. 
En août 1998 il est nommé entraîneur adjoint d'Andy Robinson avec Bath avant d'en devenir entraîneur principal en 
2000. 
En 2002, il devient entraîneur adjoint de Phil Davies à Leeds Tykes et plus tard cette année-là il est également désigné entraîneur principal de l'équipe nationale d'Angleterre des moins de 21 ans.

## Palmarès
- 5 sélections avec l'équipe d'Angleterre
- Sélections par année : 1 en 1993, 2 en 1994, 2 en 1995.
- Tournoi des Cinq Nations disputé : 1994